# Fanta

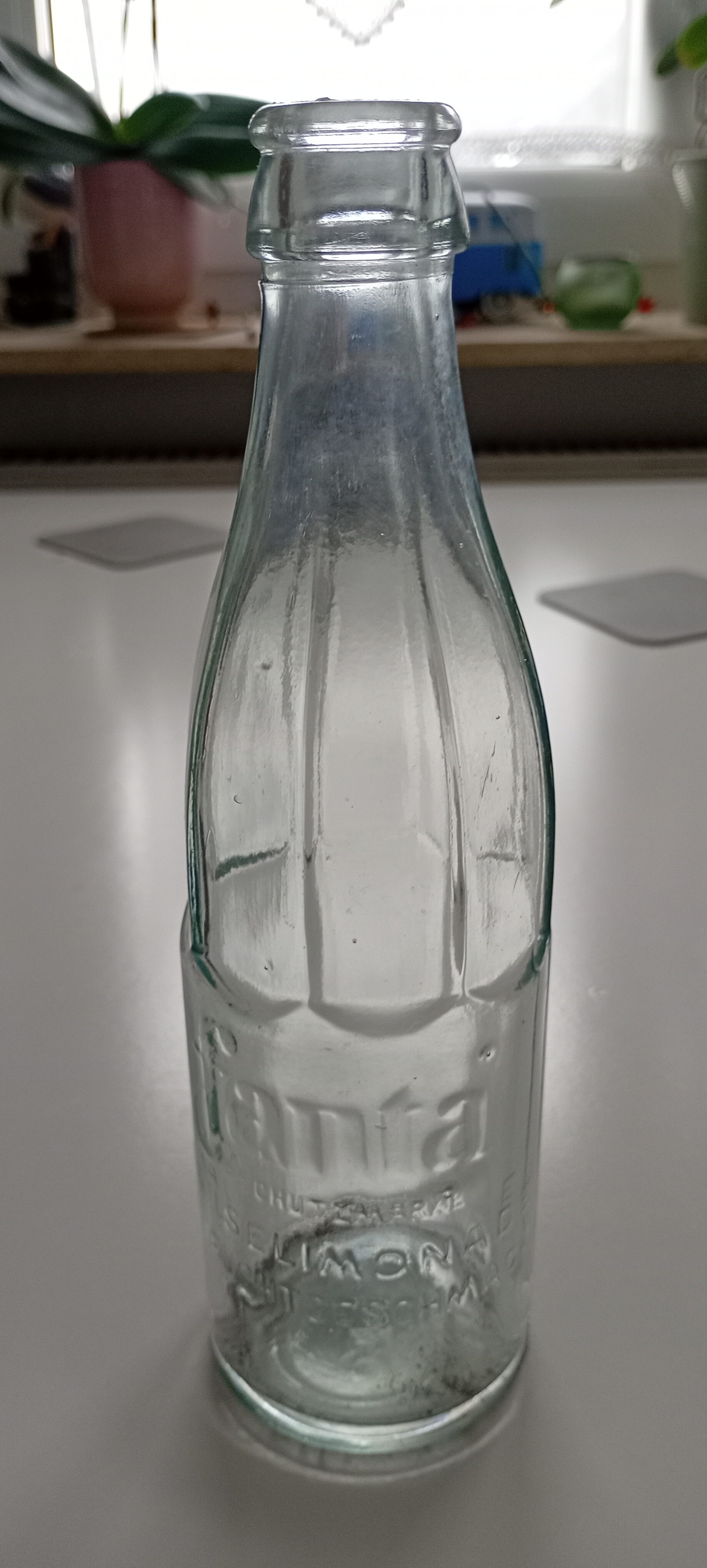

Fanta (in Deutschland überwiegend „die Fanta“, in Österreich und der Schweiz „das Fanta“) ist ein geschütztes Warenzeichen für ein kohlensäurehaltiges Erfrischungsgetränk der Coca-Cola Company aus Atlanta in den USA. Der Name der ursprünglich in Deutschland erfundenen Marke leitet sich aus dem Wort „Fantasie“ ab. Ab 1955 wurde die Fanta-Limonade in der vom französischen Industriedesigner Raymond Loewy gestalteten Ringflasche verkauft. 2004 löste die „Splash-Bottle“ die klassische Ringflasche ab, welche wiederum 2018 durch die „Twisted-Bottle“ ersetzt wurde.

Neues Logo seit Anfang 2023

## Geschichte

Fanta-Logo von 1990

Logo der Marke Fanta bis 2009

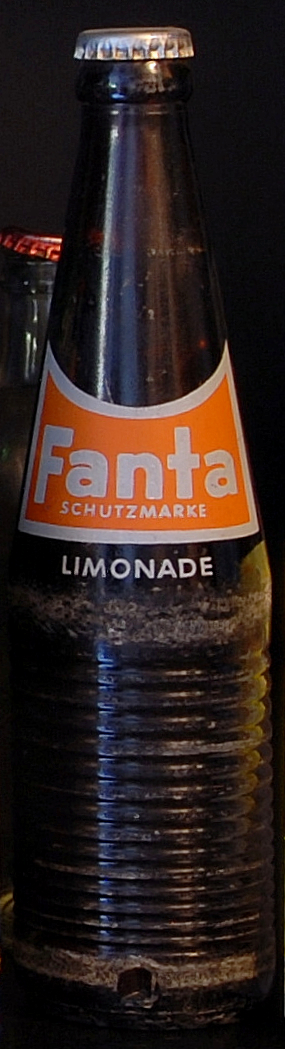
Fanta-Flasche aus den 1970er-Jahren

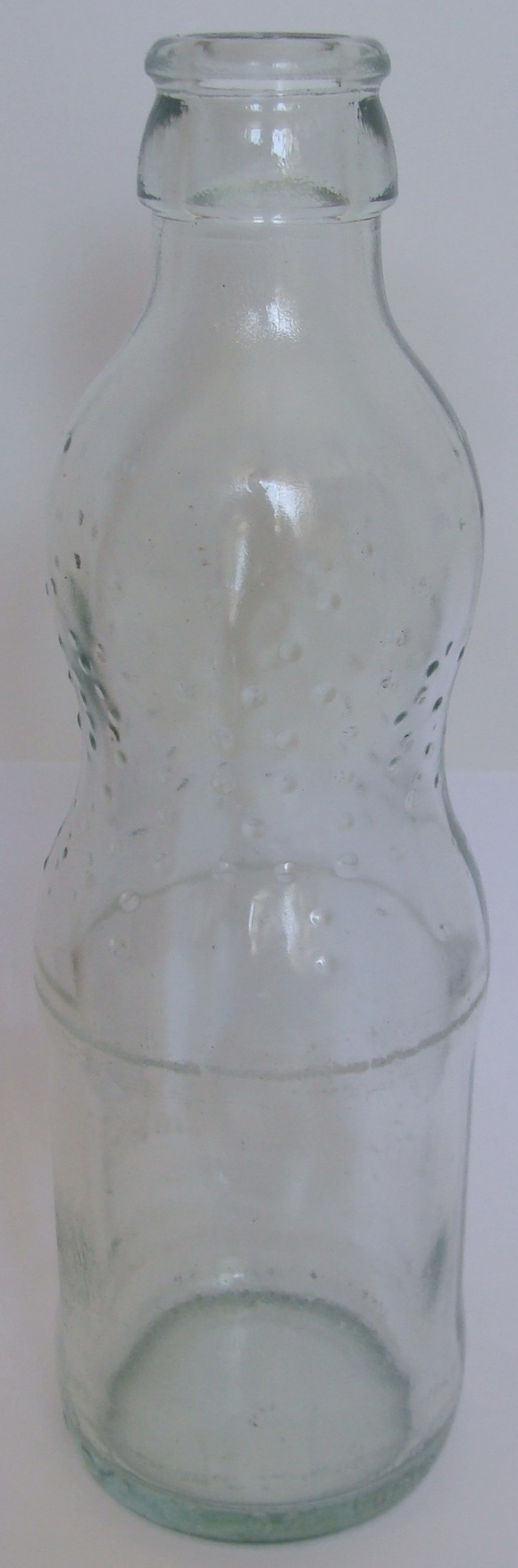
Fanta 200 ml Flasche „Splash Bottle“

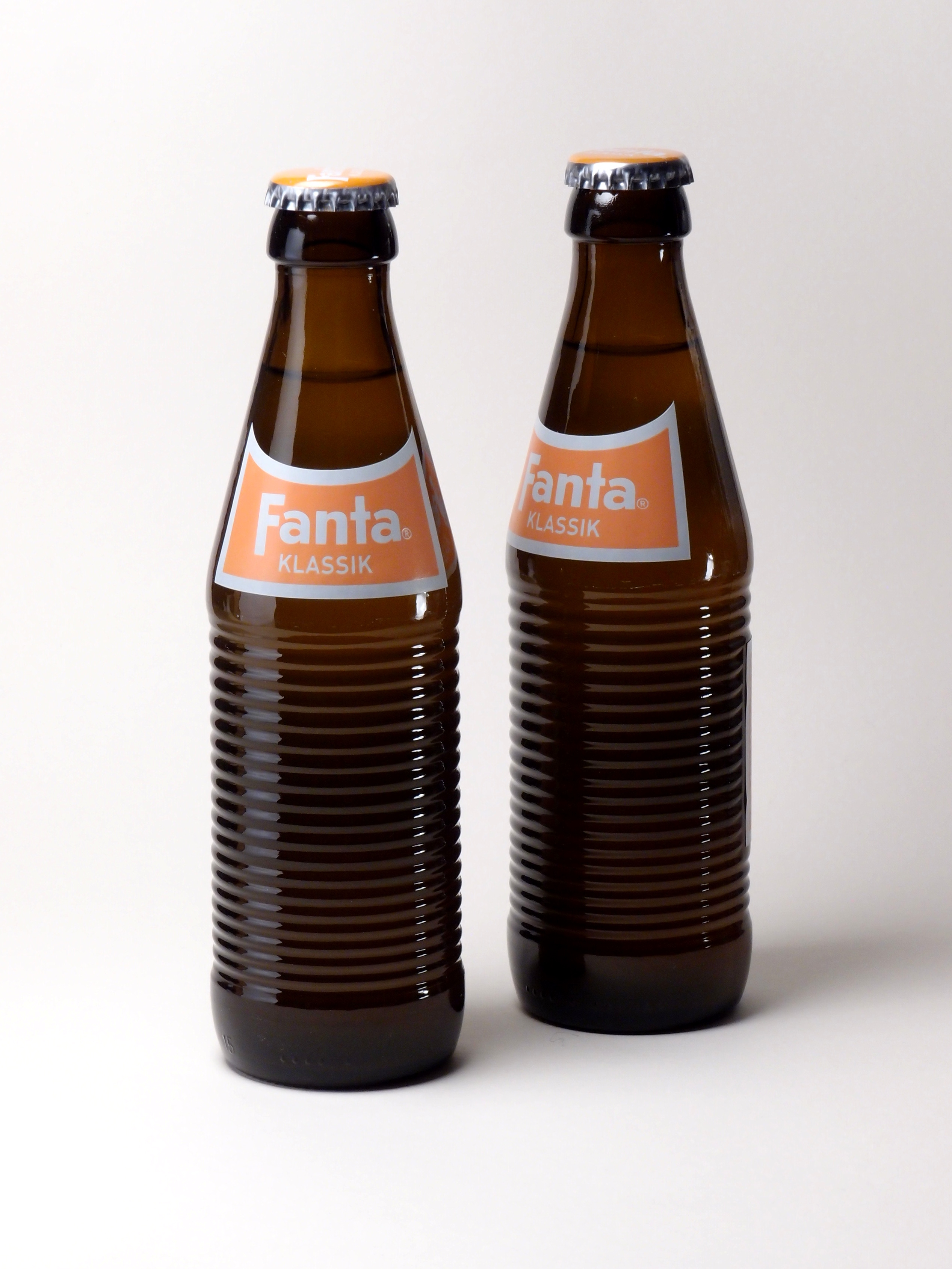
Fanta Klassik, 2015. Die Verpackung beschreibt den Geschmack als das Original-Rezept aus Deutschland und nicht sehr süß

Da die kriegsbedingte Verknappung der Rohstoffe die Produktion von Coca-Cola in Deutschland erschwerte, wurde die Ausgabe des Getränkes nach der Verhängung der US-amerikanischen Sanktionen 1940 durch den damaligen Leiter der Coca-Cola GmbH in Essen Max Keith rationiert.
Gleichzeitig entwickelte der deutsche Coca-Cola-Chefchemiker Wolfgang Schetelig 1940 in Essen Fanta als Ersatzprodukt, so dass The Coca-Cola Company nicht auf das Geschäft in Deutschland verzichten musste. Das Getränk bestand ab 1940 hauptsächlich aus Molke und Apfelresten sowie verschiedenen aus Italien bezogenen Fruchtsaftkonzentraten. Geschmacklich hatte es wenig mit der heute vertriebenen Fanta zu tun. Von 1942 bis 1949 wurde die Produktion von Coca-Cola in Deutschland vollständig eingestellt und durch Fanta ersetzt. Alternativ brachte der belgische Coca-Cola-Chef Carl West den Namen Cappy ins Gespräch.
Die heutige Fanta stammt aus Italien: Ein Abfüller in Neapel hatte die Idee, unter dem Dach der Coca-Cola Company ein Erfrischungsgetränk mit Orangengeschmack herzustellen. 1959 kam dies unter dem Namen „Fanta klar“ auch nach Deutschland. Auch in den Coca-Cola-Produktionsstätten, die nach dem Krieg in der DDR lagen, wurde von der „Coca-Cola GmbH in Verwaltung“ u. a. weiterhin Fanta mit dem bisherigen Schriftzug auf den Flaschenetiketten hergestellt.
Die heutige Fanta kam 1964 in Westdeutschland auf den Markt. Ebenfalls in den 1950er Jahren kreierte der französische Designer Raymond Loewy, der neben den Coca-Cola-Automaten auch Greyhound-Busse entworfen hat, die bekannte Ringflasche aus Glas mit griffigen horizontalen Ringen. Um die Inhaltsstoffe der Fanta vor Licht zu schützen, entschied man sich für braunes Glas.
Für Fanta werden häufig neue Produktlinienerweiterungen generiert, denen meist nur eine kurze Lebenszeit beschieden ist. 1980 wurde Fanta Still als Limonade ohne Kohlensäure in der 0,2-l-Trinkbox eingeführt. Nach der Markteinführung mit der Sorte Orange folgten 1985 auch Zitrone und Apfel, die die bis dahin erhältlichen gleichartigen Produkte von Lift ersetzten.
Fanta Mango wurde erstmals in den 1980er-Jahren in Deutschland eingeführt und wurde schnell beliebt; der Werbesong dazu war mit karibischen Klängen unterlegt und adaptierte Harry Belafontes Song „BananaBoat“.
Im März 2007 wurde der Geschmack der klassischen Fanta Orange geändert und eine neue Flaschenform („Splash-Bottle“) eingeführt. Die Marke Fanta wird weltweit in mehr als 200 Ländern und in über 70 Geschmacksrichtungen vertrieben. In der klassischen Produktlinie sind dies Orange, Mandarine und Lemon. In abwechselnden Geschmacksrichtungen wurde bis 2010 die Reihe Fanta World auf den Markt gebracht und wurde ab 2011 als Fanta Beaches of the World weitergeführt. Im März 2011 nahm man aufgrund von Verbraucherwünschen den Klassiker Fanta Mango wieder ins Sortiment auf, bis er 2018 durch eine zuckerfreie Variante ersetzt wurde.
Fanta Mandarine enthielt Spuren von Fischgelatine, die als Träger für Farbstoffe aus der Gruppe der Carotine (E 160a) eingesetzt wurde. Fischgelatine ist in Deutschland nicht deklarierungspflichtig, da sie lediglich als Trägerstoff fungiert. Dennoch erfolgte eine Umstellung dieses Trägerstoffs, so dass nun in Fanta Mandarine Stärke statt Fischgelatine zum Einsatz kommt. Bei Fanta Orange und Fanta Zero Orange fand die Umstellung bereits im Frühjahr 2009 statt. Die Fischgelatine in der Fanta Lemon wurde Anfang 2010 ebenfalls durch Stärke ersetzt. Der Zusatz der Fischgelatine machte Fanta-Produkte vorher für vegetarisch oder vegan lebende Menschen ungeeignet.
Anlässlich des 75. Geburtstages von Fanta brachte die Coca-Cola Company im Februar 2015 Fanta Klassik auf den Markt. Diese Fanta-Sorte sollte an die Limonade von damals erinnern: weniger süß im Geschmack und mit Zutaten wie Molkenerzeugnis (30 Prozent) und Apfelextrakt. Sie war ausschließlich in der klassischen braunen Ringflasche aus Glas mit orangefarbenem „twin peak“-Logo erhältlich.
In einem Werbespot der Coca-Cola Company für Fanta Klassik hieß es: „Diese deutsche Ikone wird 75 Jahre alt, und um das zu feiern, bringen wir das Gefühl der guten alten Zeit zurück.“ Dies wurde von Kritikern als Referenz zum Zweiten Weltkrieges und des Holocaust wahrgenommen. Gegen dahingehende Kritik verteidigte sich Coca-Cola mit der Begründung, es sei die Jugendzeit vieler Konsumenten gemeint, wie etwa die 1960er Jahre, aus denen das wiederbelebte Flaschendesign stamme. Das Unternehmen zog den Spot zurück und brachte eine neue Version heraus, in der nicht mehr von der „guten alten Zeit“ die Rede ist.
Als Folge der seit 2018 wirkenden Zuckersteuer wurde der Zuckergehalt in Großbritannien bei Fanta Lemon und Orange um rund die Hälfte reduziert.

## Internationale Varianten

Fanta-Variante aus Japan

In anderen Ländern gibt es etliche weitere Varianten wie Ananas, Apfel, Cassis, Chinotto (Bitterorange), Exotic, Grape (Traube), Himbeere, Icy Lemon, Kiwi Apfel, Madness (Fruchtmix), Papaya, Passionsfrucht, Pomelo, Red Fruits, Root Beer, Salaberry (Heidelbeere), Twisted Fruits, Strawberry und viele mehr. Auch der Geschmack von Fanta in verschiedenen Ländern ist oft unterschiedlich, da sie dem Geschmack der jeweiligen Bevölkerung angepasst wird. So hat beispielsweise Fanta Orange in Italien einen anderen Geschmack und eine etwas andere Farbe als die deutsche Fanta, da die italienische Variante unter anderem mehr Fruchtsaft enthält. Thailändische und US-amerikanische Fanta schmeckt hingegen vergleichsweise süß und hat teilweise auch weniger Kohlensäure als deutsche Fanta. Neben der erweiterten Geschmacksvielfalt gibt es in anderen Ländern diese Sorten meist als „normale“ und als „Zero“-Variante. In Deutschland sind seit 2019, bis auf  Fanta Orange, die Sorten nur noch in der zuckerfreien Variante erhältlich.
Fanta hat in manchen Ländern der Welt auch einen anderen Namen, da Coca Cola in diesen Ländern bereits bestehende Produktionsstätten aufgekauft hat und diese dann weiter in ihrem eigenen Namen, aber im geänderten Design von Fanta produzieren. Beispiele sind: Icy in St. Lucia, Country Club in der Dominikanischen Republik, Frutee in Barbados, Fria in Aruba, Royal in den Philippinen, Tropical in Honduras, Hit in Venezuela, Fernandes in Suriname und viele mehr.

## Fantasorten in Deutschland
Aktuell (Stand 05/25) im deutschen Sortiment:
- 1940: Fanta Orange - als Erfrischungsgetränk mit Orangengeschmack
  - mit mehrfachen Rezepturänderungen
- 1986: Fanta Lemon - als Erfrischungsgetränk mit Zitronengeschmack, mit Zucker und Süßungsmitteln
  - bis 2000: Fanta Zitrone - als Zitronenlimonade
  - 2000–2006: Fanta Fresh Lemon - als Erfrischungsgetränk mit Zitronengeschmack
  - 2006–2018: Fanta Lemon - als Erfrischungsgetränk mit Zitronengeschmack
  - 2018–2023 eingestellt
    - existiert seit 2023 parallel zur Fanta Lemon zero sugar
    - ausschließlich in Kleinpackungen erhältlich (0,33 L Dose, 0,33 L MW-Glas-Flasche, 0,5 L EW-PET-Flasche)
- 2002–2004, 2016–2018, 2019: Fanta Exotic - als Erfrischungsgetränk mit exotischem Fruchtgeschmack, mit Zucker und Süßungsmitteln
  - bei jeder Wiedereinführung mit einer veränderten Rezeptur
    - bis 2018 nur mit Zucker, ohne Süßungsmittel

  - seit 2016 nur in der 0,33 L Dose in der Imbiss-Gastronomie
  - seit 2019 auch im Einzelhandel
  - seit 2021 auch in der 0,33 L MW-Glasflasche
- 2007: Fanta Orange zero sugar - als kalorienarmes Erfrischungsgetränk mit Orangengeschmack, mit Süßungsmitteln
  - bis 2018 Fanta zero Orange
  - bis 2024 Fanta Orange ohne Zucker
  - entstanden aus Fanta light (1986–2007); diese aus Diät Fanta (1983–1986)
- 2012: Fanta Lemon zero sugar - als kalorienarmes Erfrischungsgetränk mit Zitronengeschmack, mit Süßungsmitteln
  - 2012: als Fanta Beaches of the World Sunny Lemon ohne Zucker (auf sechs Monate limitierte Edition.)
  - 2017 als limitierte Sommer-Promotion im teilnehmenden Handel als Fanta zero Limón[21]
  - bis 2019 als Fanta zero Lemon
  - bis 2024 als Fanta Lemon ohne Zucker
    - existiert parallel zur Fanta Lemon
    - ausschließlich in Großpackungen erhältlich (1 L MW-PET-Flasche, 1,25 L EW-PET-Flasche)
- 2018: Fanta Mango zero sugar - als kalorienarmes Erfrischungsgetränk mit Mangogeschmack, mit Süßungsmitteln
  - bis 2024 als Fanta Mango ohne Zucker
- 2018–2020, 2025: Fanta Pink Grapefruit zero sugar als kalorienarmes Erfrischungsgetränk mit Grapefruitgeschmack, mit Süßungsmitteln
  - bis 2020 als Fanta Pink Grapefruit ohne Zucker
  - ab 2025 ausschließlich in der 1,25 L EW-PET-Flasche
- 2019: Fanta Mandarine ohne Zuckerzusatz[22] - als kalorienarmes Erfrischungsgetränk mit Mandarinengeschmack, mit Süßungsmitteln
- 2019: Fanta Mango Dragonfruit - als Erfrischungsgetränk mit Mango- und Drachenfruchtgeschmack, mit Zucker und Süßungsmitteln
  - ausschließlich in der 0,33 L Dose, 0,33 L MW-Glasflasche und 1,25 L EW-PET-Flasche[23]
- 2021: Fanta Strawberry Kiwi - als Erfrischungsgetränk mit Erdbeer- und Kiwigeschmack
  - ausschließlich in der 0,33 L Dose und 1,25 L EW-PET-Flasche
- 2021: Fanta Lemon Elderflower - als Erfrischungsgetränk mit Zitronen- und Holunderblütengeschmack, mit Zucker und Süßungsmitteln
  - ausschließlich in der 0,33 L Dose
- 2024: Fanta Apple zero sugar - als kalorienarmes Erfrischungsgetränk mit Apfel- und Litchiegeschmack, mit Süßungsmitteln
  - bis 2024 als Fanta Afterlife als limitierte Halloween-Edition und Promotionpackung für Beetlejuice Beetlejuice
- 2025: Fanta Cassis - als Erfrischungsgetränk mit Johannisbeergeschmack
  - ausschließlich in der 0,33 L Dose
- 2025: Fanta Exotic zero sugar als kalorienarmes Erfrischungsgetränk mit exotischem Fruchtgeschmack, mit Süßungsmitteln
  - ausschließlich in der 1,25 L EW-PET-Flasche

Konzentrate:
- 19??: Fanta Orange - als Grundstoff für Post-Mix-Geräte zur Herstellung eines Erfrischungsgetränks mit Orangensaft
  - in Keg-Mehrwegfässern zu 9L, 10L und 18L
  - in Bag-In-Box Kartons zu 10L und 20L
- 2021: Fanta Orange - als Getränkesirup mit Orangengeschmack, mit Zucker und Süßungsmitteln
  - in der 0,33L Glasflasche für den Heimgebrauch

Inoffizielle Sorten:
Bei diesen Produkten handelt es sich um Export-Dosen deutscher Herkunft im klassischen Dosenformat, welche für den dänischen Grenzhandel bestimmt sind und meist abweichende Rezepturen gegenüber den deutschen Varianten haben. Teilweise werden diese von Händlern reimportiert, mit einem Aufkleber mit Angaben in deutscher Sprache und DPG-Pfandlogo versehen und im deutschen Einzelhandel angeboten.
- 2019: Fanta Orange - als Erfrischungsgetränk mit Orangengeschmack, mit Zucker und Süßstoffen
- 2019: Fanta Exotic - als Erfrischungsgetränk mit tropischem Fruchtgeschmack, mit Zucker
- 2020: Fanta Lemon - als Erfrischungsgetränk mit Zitronengeschmack, mit Zucker und Süßstoff
- 2020: Fanta Strawberry & Kiwi - als Erfrischungsgetränk mit Erdbeer- und Kiwigeschmack, mit Zucker
- 2020: Fanta Peach Apricot - als Erfrischungsgetränk mit Pfirsich- und Aprikosengeschmack, ohne Zucker, mit Süßstoffen
- 2021: Fanta Elderflower & Lemon - als Erfrischungsgetränk mit Zitronen- und Holunderblütengeschmack, mit Zucker und Süßstoffen

Namensänderungen:
- 1959: Fanta Klare Zitrone
  - später zu Limonade mit Zitrusauszügen
  - 1968 zu Sprite
- 1980: Diät Fanta
  - 1986 zu Fanta Light
  - 2007 zu Fanta Zero
- 1986: Fanta Zitronenlimonade
  - 1997 zu Fanta Zitrone
  - 2000 nach einer Rezepturänderung zu Fanta Fresh Lemon
  - 2006 zu Fanta Lemon
- 2007: Fanta World
  - 2011 zu Fanta Beaches of the World (verschiedene Sorten, siehe unten)

Nicht mehr im deutschen Sortiment:
- 1980–19??: Fanta Still Orange - als Orangenlimonade, ohne Kohlensäure
  - in der 0,2 L Trinkbox
  - ab 1985 ohne „Still“
- 1985–19??: Fanta Zitrone - als Zitronenlimonade, ohne Kohlensäure
  - in der 0,2 L Trinkbox
- 1985–19??: Fanta Apfel - als Limonade mit Apfelauszug, ohne Kohlensäure
  - in der 0,2 L Trinkbox[25]
  - später Limonade mit Apfelgeschmack
- 1989 (+/-): Fanta Mango - als Brause ohne Kohlensäure mit Mangogeschmack
  - in der 0,2 L Trinkbox[26]
- 19??–1991: Fanta Kirsche - als Limonade mit Kirschgeschmack, ohne Kohlensäure
  - in der 0,2 L Trinkbox[27]
- 1995 (+/-): Fanta Birne - als Brause ohne Kohlensäure mit Birnengeschmack
  - in der 0,2 L Trinkbox
- 1995 (+/-): Fanta Himbeere - als Brause ohne Kohlensäure mit Himbeergeschmack
  - in der 0,2 L Trinkbox
- 1986–1988: Fanta Apfel - als Limonade mit Apfelauszug
- 1987–2018: Fanta Mango - als Brause mit Mango-Aroma
  - eingestellt vor 2001
  - Anfang 2001 in den neuen Bundesländern wieder eingeführt als Erfrischungsgetränk mit Mangogeschmack
  - 2003 eingestellt
  - 2008 Neuauflage als Fanta World Thailand
  - 2011 bundesweit wieder eingeführt
  - 2018 eingestellt und durch eine zuckerfreie Variante ersetzt
- 1994–1996: Fanta Herb Orange - als Orangenlimonade, chininhaltig
- 1995–2000: Fanta Pink Grapefruit - als Pink Grapefruit - Limonade
  - ab Ende 1995 als Grapefruit Limonade
  - ab 1997 Fanta Grapefruit - als Erfrischungsgetränk mit Grapefruitgeschmack
- 1996–2018: Fanta Mandarine - als Mandarinen Limonade
  - ab 1997 als Erfrischungsgetränk mit Mandarinengeschmack
- 1998–2003: Fanta Limette – als Erfrischungsgetränk mit Limettengeschmack
  - Anfang 2008 Neuauflage als Fanta World Brasilien
- 1999–2003: Fanta Wild Berries - als Erfrischungsgetränk mit dem Geschmack roter Beeren
  - 2010 Neuauflage als Fanta World Mexiko Beeriger Fruchtmix
- 2000: Fanta Piña de Coco - als Erfrischungsgetränk mit Ananas- und Kokosgeschmack
  - als limitierte Edition
- 2000–2002: Fanta Sunny Melon - als Erfrischungsgetränk mit Melonengeschmack
- 2002: Fanta Blood Orange – als Erfrischungsgetränk mit Blutorangengeschmack
  - limitierte Edition zu Halloween
  - 2007 Neuauflage als Fanta World Südafrika Blutorange
- 2004: Fanta Berry Blue
- 2004–2005: Fanta Citrell Blood Orange - als Erfrischungsgetränk mit Blutorangengeschmack, energiereduziert
- 2004–2005: Fanta Citrell Lemon - als Erfrischungsgetränk mit Zitronengeschmack, energiereduziert
- 2004–2005: Fanta Citrell Passion Fruit & Blood Orange - als Erfrischungsgetränk mit Passionsfrucht- und Blutorangengeschmack, energiereduziert
- 2005–2007: Fanta Tropical Orange plus Peach
- 2005–2007: Fanta Splash Orange plus Lemon
- 2007–2008: Fanta World Südafrika Blutorange - als Erfrischungsgetränk mit Blutorangengeschmack
  - auf sechs Monate limitierte Edition
- 2008: Fanta World Brasilien Limette - als Erfrischungsgetränk mit Limettengeschmack
  - auf sechs Monate limitierte Edition
- 2008–2009: Fanta World Thailand Mango - als Erfrischungsgetränk mit Mangogeschmack
  - auf sechs Monate limitierte Edition
- 2009: Fanta World Jamaika Citrus-Mix
  - auf sechs Monate limitierte Edition
  - 2011 Neuauflage als Fanta Beaches of the World Tropical Citrus
- 2009–2010: Fanta World Italien Rote Früchte
  - auf sechs Monate limitierte Edition
  - 2011 als Aktionsware beim Discounter Lidl.
- 2010: Fanta World Südafrika Pfirsich Orange - als Erfrischungsgetränk mit Pfirsich- und Orangengeschmack
  - auf sechs Monate limitierte Edition
  - Anfang Juni 2010 jedoch vorzeitig eingestellt
- 2010–2011: Fanta World Mexiko Beeriger Fruchtmix
  - auf sechs Monate limitierte Edition
  - 2011 weiter als Aktionsware beim Discounter Lidl
- 2011: Fanta Blutrünstiger Fruchtmix
  - Limitierte Edition zu Halloween
  - nur in der 1,25-l-EW-PET-Discounterflasche
- 2011–2012: Fanta Beaches of the World Tropical Citrus
  - auf zwölf Monate limitierte Edition (die Folgesorte verzögerte sich um sechs Monate)
- 2012: Fanta Beaches of the World Sunny Lemon ohne Zucker - als Erfrischungsgetränk mit Zitronengeschmack, zuckerfrei
  - auf sechs Monate limitierte Edition
- 2012: Fanta Blutrünstiger Fruchtmix
  - Limitierte Edition zu Halloween
- 2012: Fanta Beaches of the World Red Kiwi Mix ohne Zucker – als Erfrischungsgetränk mit Erdbeer- und Kiwigeschmack, zuckerfrei
  - auf sechs Monate limitierte Edition
- 2012–2018: Fanta Exotischer Erdbeer Geschmack, als Erfrischungsgetränk mit Erdbeer- und Kiwigeschmack[28]
- 2013: Fanta Beaches of the World Pfirsich Mix ohne Zucker – zuckerfrei
  - auf sechs Monate limitierte Edition
- 2015–2017: Fanta Klassik - als Orangenlimonade mit Molkenerzeugnis
  - die Rezeptur ist mit Molkenerzeugnis und Apfelextrakt an das Originalrezept angelehnt
  - erhältlich in der braunen 0,25-l-Retro-Ringflasche und im 0,25-l-Multipack mit „twin-peak“-Logo.[29]
- 2018: Fanta Blutorange ohne Zucker - als Erfrischungsgetränk mit Blutorangengeschmack, zuckerfrei
  - Herbstsorte
- 2018: Fanta Wildberries ohne Zucker – zuckerfrei
  - Sommersorte[30]
- 2019: Fanta Zitrone und Holunderblüte ohne Zucker – als Erfrischungsgetränk mit Zitronen- und Holunderblütengeschmack, zuckerfrei
  - limitierte Sommersorte[31]
- 2019: Fanta Aprikose und Pfirsich ohne Zucker – zuckerfrei
  - als limitierte Sommersorte
- 2019, 2020: Fanta Dark Orange – als Erfrischungsgetränk mit Blutorangengeschmack, mit Zucker und Süßungsmitteln
  - schwarze Fanta als limitierte Halloweenedition
  - 2020 als Aktionssorte[32]
- 2020: Fanta „# What the Fanta“ ohne Zucker – als Erfrischungsgetränk mit exotischem Fruchtgeschmack, zuckerfrei
  - verschiedene grüne Promotionsorten, bei denen der Geschmack vom Verbraucher erraten werden soll 
    - Sorte 1: Zitrone-Kaktus
    - Sorte 2: Litschi[33]
- 2019–2021: Fanta Erdbeere ohne Zucker - als Erfrischungsgetränk mit Erdbeer- und Kiwigeschmack, zuckerfrei
- 2021: Fanta „# What the Fanta 2.0“ ohne Zucker – als Erfrischungsgetränk mit exotischem Fruchtgeschmack, zuckerfrei
  - 3 verschiedene blaue Promotionsorten, bei denen der Geschmack vom Verbraucher erraten werden soll
    - Sorte 1: Heidelbeere - Schwarze Johannisbeere - Cranberry
    - Sorte 2: Granatapfel - Pflaume
    - Sorte 3: Pfirsich - Tomate[34]
- 2022: Fanta „# What the Fanta 3.0“ ohne Zucker - als Erfrischungsgetränk mit exotischem Fruchtgeschmack, zuckerfrei
  - 3 verschiedene pinkfarbene Promotionsorten, bei denen der Geschmack vom Verbraucher erraten werden soll
    - Sorte 1: Ananas-Hibiskus (Etikettenschriftzug #WhatTheFanta auf blauem Grund)
    - Sorte 2: Himbeere-Litchi (Etikettenschriftzug #WhatTheFanta auf grünem Grund)
    - Sorte 3: Mangostan-Drachenfrucht (Etikettenschriftzug #WhatTheFanta auf rotem Grund)
- 2023: Fanta „# What the Fanta 4.0“ ohne Zucker - als Erfrischungsgetränk mit exotischem Fruchtgeschmack, zuckerfrei
  - 2 verschiedene violettfarbene Promotionsorten, bei denen der Geschmack vom Verbraucher erraten werden soll
    - Sorte 1: Zitronenbaiser (Etikettenschriftzug #WhatTheFanta auf weißem Grund)
    - Sorte 2: Apfelstrudel (Etikettenschriftzug #WhatTheFanta auf grünem Grund)

## Verpackungen
Aktuelle Fanta-Verpackungen (nicht jede Sorte) in Deutschland (Stand: 03/25):
- PET-Mehrwegflasche (15 Cent Pfand):
  - 1,0 Liter
- PET-Einwegflasche (25 Cent Pfand):
  - 0,33 Liter
  - 0,5 Liter
  - 0,85 Liter (ab April 2025)[35]
  - 1,0 Liter
  - 1,25 Liter
  - 1,5 Liter
  - 2,0 Liter
- Getränkedose (25 Cent Pfand):
  - 0,25 Liter (Sleek-Format, im 8er-Multipack, nur Exotic)[36]
  - 0,33 Liter (Sleek-Format)
  - 0,5 Liter (Aktionspackung, nur Exotic)
- Glas-Mehrwegflasche (15 Cent Pfand):
  - 0,2 Liter
  - 0,33 Liter
  - 0,4 Liter
  - 0,5 Liter
  - 1,0 Liter
- Glas-Einwegflasche (Sirup, pfandfrei):
  - 0,33 Liter
- Premix Mehrweg-Behälter (PEM):
  - 18 Liter
- Postmix Mehrweg-Behälter (POM):
  - 9 Liter
  - 10 Liter
  - 18 Liter
- Bag in Box (BIB):
  - 10 Liter
  - 20 Liter

Ehemalige Fanta-Verpackungen in Deutschland:
- Glas-Mehrwegflasche (bepfandet):
  - 0,25 Liter (Fanta Klassik)
- Glas-Einwegflasche (pfandfrei):
  - 0,33 Liter
  - 1,0 Liter
- PET-Mehrwegflasche (bepfandet):
  - 0,5 Liter
  - 1,5 Liter
- PET-Einwegflasche (pfandfrei):
  - 2,25 Liter (einmalige Werbung)
- Getränkedose (pfandfrei):
  - 0,15 Liter (nur an Bord von Flugzeugen)
  - 0,25 Liter (Slimline-Format, nur als Gratisprobe)
  - 0,33 Liter (klassisches Format)
  - 0,5 Liter
- Getränkekarton „Trinkbox“ (pfandfrei):
  - 0,2 Liter

Coca Cola kündigte Anfang 2015 an, die PET-Mehrwegflaschen mit Volumen von 0,5 und 1,5 Litern einzustellen. Die 1,5-Liter-Mehrwegflasche wird mit der Begründung des sinkenden Absatzes durch die zunehmende Zahl von Single-Haushalten eingestellt. Die 0,5-Liter-Mehrwegflasche leidet laut Coca Cola an dem hohen Aufwand der Leergutrückführung, da sie als Mitnahmeartikel häufig an anderer Stelle zurückgegeben würde, als sie erworben wurde. Dadurch mussten leere Kästen im erhöhten Maß transportiert werden. Die Wiederbefüllquote war mit fünf bis sechs Umläufen die niedrigste der Mehrweggebinde, da auch fünfzehn Prozent der Flaschen erst gar nicht zurückgeführt wurden.
Die Mehrwegflaschen erreichen bei den Glasflaschen im Schnitt zwanzig und bei den PET-Flaschen im Schnitt fünfzehn Umläufe.